# Comb sort

Ukázka algoritmu v praxi

Comb sort je v informatice název relativně jednoduchého řadícího algoritmu, který vylepšuje bublinkové řazení. Algoritmus comb sort původně navrhl Włodzimierz Dobosiewicz v roce 1980 a později byl opětovně objeven Stephenem Laceym a Richardem Boxem v roce 1991. Časová náročnost výpočtu je {\displaystyle O(n^{2})}.

## Algoritmus
Základní ideou Comb sortu je eliminace „želv“ (tj. malé hodnoty na konci seznamu), protože želvy v bublinkovém řazení zpomalují proces řazení (způsobují mnoho výměn porovnávaných prvků). Tzv. „králíci“, tedy velké hodnoty na začátku seznamu, nejsou v algoritmu comb sortu nijak řešeni, protože v bublinkovém řazení nepředstavují problém.
V bubble sortu mají dva porovnávané elementy mezi sebou mezeru o velikosti jedna. Základní myšlenkou comb sortu je, že tato mezera může být volena podstatně vyšší než jedna (Shellovo řazení je také založeno na této myšlence, ale je modifikací řazení vkládáním, spíše než bublinkového řazení).

## Implementace
Dále jsou uvedeny příklady zdrojového kódu v různých programovacích jazycích:

### Příklad v pseudokódu
```
function
 combsort(
array
 input)
    gap := input.size 
//inicializace velikosti mezery

    shrink := 1.3 
//nastavení mezery zmenšovacího faktoru

    
loop until
 gap = 1 
and
 swapped = false
        
//aktualizace mezery pro další comb. Příklad níže

        gap := int(gap / shrink)
        
if
 gap < 1
          
//minimální mezera je 1

          gap := 1
        
end if

        

        i := 0
        swapped := false 
//pro vysvětlení se podívejte na 
bubblesort
 

        

        
//jednotlivý "comb" přes vstupní seznam

        
loop until
 i + gap >= input.size
 //podívejte se na 
shell sort
 na podobnou myšlenku

            
if
 input[i] > input[i+gap]
                
swap
(input[i], input[i+gap])
                swapped := true 
// Došlo k výměně, takže seznam

                                
// není zaručeně seřazený

            
end if

            i := i + 1
        
end loop

       

    
end loop

end function
```

### Příklad v jazyce C
```
void
 
comb_sort
(
int
 
*
input
,
 
size_t
 
size
)
 
{

    
const
 
float
 
shrink
 
=
 
1.3f
;

    
int
 
swap
;

    
size_t
 
i
,
 
gap
 
=
 
size
;

    
bool
 
swapped
 
=
 
false
;

    
while
 
((
gap
 
>
 
1
)
 
||
 
swapped
)
 
{

        
if
 
(
gap
 
>
 
1
)
 
{

            
gap
 
=
 
(
size_t
)((
float
)
gap
 
/
 
shrink
);

        
}

        
swapped
 
=
 
false
;

        
for
 
(
i
 
=
 
0
;
 
gap
 
+
 
i
 
<
 
size
;
 
++
i
)
 
{

            
if
 
(
input
[
i
]
 
-
 
input
[
i
 
+
 
gap
]
 
>
 
0
)
 
{

                
swap
 
=
 
input
[
i
];

                
input
[
i
]
 
=
 
input
[
i
 
+
 
gap
];

                
input
[
i
 
+
 
gap
]
 
=
 
swap
;

                
swapped
 
=
 
true
;

            
}

        
}

    
}

}

```